# Cacá (ur. 1982)
Cacá, właśc. Lucas de Deus Santos (ur. 9 października 1982 w Belo Horizonte) – brazylijski piłkarz występujący na pozycji pomocnika. Brat Leandro oraz Dedê.

## Statystyki ligowe
| Rozgrywki     | Poziom | Kraj       | Mecze | Bramki |
| ------------- | ------ | ---------- | ----- | ------ |
| Série A       | I      | Brazylia   | 9     | 0      |
| Série B       | II     | Brazylia   | 17    | 2      |
| Série C       | III    | Brazylia   | 16    | 0      |
| Série D       | IV     | Brazylia   | 6     | 0      |
| Superligaen   | I      | Dania      | 99    | 17     |
| Primeira Liga | I      | Portugalia | 25    | 0      |
| 2. Bundesliga | II     | Niemcy     | 15    | 0      |